# Mária Kolíková
Mária Kolíková (ur. 29 sierpnia 1974 w Dunajskiej Stredzie) – słowacka polityk i prawniczka, posłanka do Rady Narodowej, dwukrotnie sekretarz stanu w resorcie sprawiedliwości, w latach 2020–2021 oraz 2021–2022 minister sprawiedliwości.

## Życiorys
W 1999 ukończyła studia prawnicze na Uniwersytecie Komeńskiego w Bratysławie. Kształciła się również w Georgetown University Law Center (2001). Została nauczycielem akademickim na Uniwersytecie Trnawskim. W 2003 rozpoczęła praktykę w zawodzie adwokata. W 2006 pełniła funkcję dyrektora „Centrum právnej pomoci”. Od lipca 2010 do marca 2012 zajmowała stanowisko sekretarza stanu w Ministerstwie Sprawiedliwości. Ponownie objęła je w marcu 2016, odchodząc z resortu w sierpniu 2018.
W 2019 dołączyła do partii Dla Ludzi, którą założył Andrej Kiska. W wyborach w 2020 z jej ramienia uzyskała mandat posłanki do Rady Narodowej.
W marcu 2020 została ministrem sprawiedliwości w nowo powołanym rządzie Igora Matoviča. W marcu 2021 w trakcie kryzysu w koalicji odeszła z tego stanowiska. Powróciła na urząd ministra sprawiedliwości w kwietniu 2021 w utworzonym wówczas gabinecie Eduarda Hegera. We wrześniu 2021 opuściła ugrupowanie Dla Ludzi, związała się następnie z partią Wolność i Solidarność. We wrześniu 2022 w związku z wyjściem tej partii z koalicji rządowej złożyła rezygnację ze stanowiska, zakończyła urzędowanie w tym samym miesiącu. W 2023 z powodzeniem ubiegała się o poselską reelekcję.